# レッド・ハンド・デー
レッド・ハンド・デー（英: Red Hand Day）または少年兵の使用に反対する国際デー（英: International Day against the Use of Child Soldiers）は、少年兵の記念日であり、毎年2月12日に行われる。この日、少年兵や強制徴募された子供に関して、政治指導者への嘆願および問題提起のためのイベントが行われる。レッド・ハンド・デーの目的は少年兵の徴募と使用の停止、および少年兵へのサポートにある。2000年代に少年兵が徴募された事案としては、コンゴ民主共和国、インド、イラク、スーダン、シリア、ミャンマー、フィリピン、コロンビアなどがある。世界中の武装紛争においての少年兵の数は2009年時点では25万人（うち3分の1が女性）で2006年から2009年まで横ばいで推移している。少年兵の社会復帰のためのリハビリテーションはほとんどの場合、不足しているか無に近い状態にある。
レッドハンドデーは、武力紛争における児童の関与に関する児童の権利に関する条約の選択議定書が発効した2002年2月12日に開始された。この議定書は2000年5月、国連総会で採択され、その後100か国以上が署名した。国際連合児童基金、アムネスティ・インターナショナル、人間の土地、国際赤十字赤新月社連盟など多くの国際組織は少年兵の動員に反対している。これらの国際組織の少年兵に関する活動は主に武装解除・動員解除・社会復帰（DDR）である。

## 少年兵の法的規制

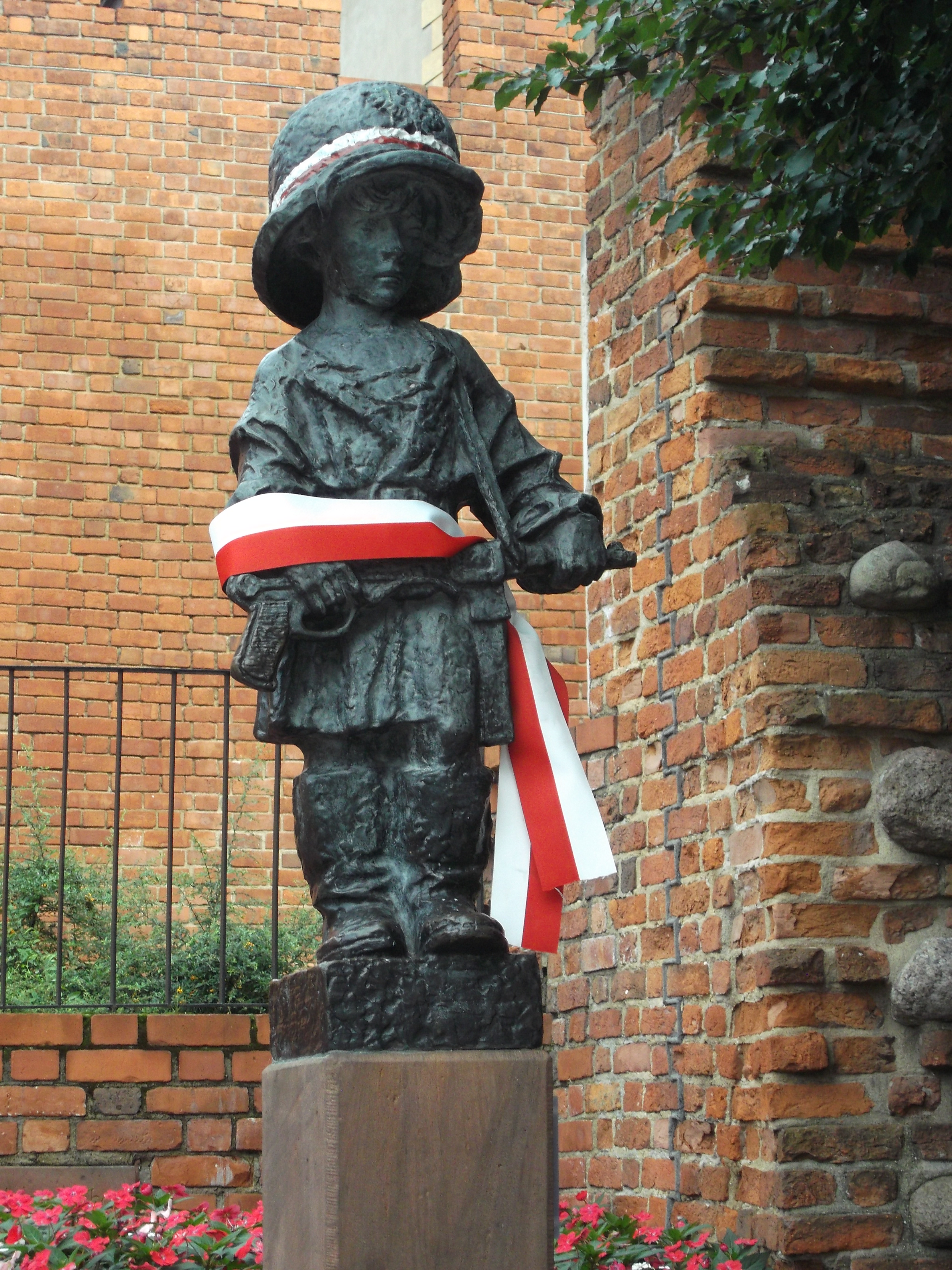
ワルシャワにある、第二次世界大戦やそれ以前の紛争で戦闘した子供たちのための記念像。:en:Mały Powstaniecと呼ばれている。

少年兵は国際人権法や国際人道法で規制されている。1977年に採択されたジュネーブ諸条約第一追加議定書と第二追加議定書は15歳未満の児童の徴募及び敵対行為への参加を禁止し、15歳以上18歳未満の者を徴募する場合は最年長者を優先するよう規定した。2000年に採択された武力紛争における児童の関与に関する児童の権利に関する条約の選択議定書は18歳未満の児童の敵対行為への参加および強制的徴集を禁止した。ほかには国際労働機関が1999年に採択した最悪の形態の児童労働の廃絶のための国際条約でも18歳未満の児童の強制徴募を禁止した。

## レッド・ハンド・キャンペーン
2002年以降、毎年2月12日にさまざまな国際組織がレッド・ハンド・デーに関するイベントを開催している。

### 2009年
2009年5月12日、コロンビアとコートジボワールの元少年兵代表とドイツの活動家たちが、ニューヨークにいる国際連合事務総長の潘基文あてに、101国の若者が押した25万の手形を送った。潘基文はこの行動を賞賛し、国際連合は少年兵の強制動員を排除する努力を惜しまないと返答した。

## 少年兵の復員
2008年以降、シエラレオネ、コンゴ民主共和国、リベリア、コートジボワールは少年兵の「ブラックリスト」から外された。これらの国の少年兵に対しては、武装解除と動員解除が大事であるが、その社会復帰は資金がかかる上、社会全体の支持が不可欠である。